# Diaea ergandros
Diaea ergandros è una specie di ragno granchio del genere Diaea, famiglia Thomisidae. È stata descritta scientificamente da Theodore A. Evans nel 1995.

## Distribuzione
Questa specie trova nel Nuovo Galles del Sud, in Victoria e in Tasmania.

## Comportamento
Questa specie è nota per il singolare comportamento della madre nei confronti della prole.